# Nokia 1100
A Nokia 1100 (és egy hasonló modell, a Nokia 1101) egy tartós, csak a legalapvetőbb funkciókkal rendelkező Nokia mobiltelefon 96×65 pixeles monokróm kijelzővel. Leginkább a fejlődő országokat célozták meg ezzel a modellel, valamint azokat, akiknek nincs szüksége a mai készülékek sok, különleges funkciójára csak telefonálásra, SMS-küldésre, ébresztőórára stb.
Az 1100 hasonló a ma már nem gyártott[mikor?] 5110/3210/3310 modellekhez, amelyek a legnépszerűbbek közé tartoztak, mielőtt megjelentek a mobilokban az új funkciók, mint például a színes kijelző, fényképezőgép, többszólamú csengőhangok.
Több mint 200 millió Nokia 1100-t adtak el a 2003-as bemutatója óta, ezzel a legtöbbet eladott mobiltelefon és az egyik legnépszerűbb elektronikai cikk, megelőzve a Sony PlayStation 2-jét (155 millió), az Apple iPodját (110 millió), a Motorola RAZR-t (50 millió) és az LG Chocolate-et (10 millió).

## Külső hivatkozások
- Nokia.lap.hu - linkgyűjtemény